# Парламентские выборы в Доминике (2000)
Парламентские выборы в Доминике прошли 31 января 2000 года для избрания 21 представителя Палаты собраний Доминики. В результате к власти пришла Лейбористская партия, разгромив предыдущее правительство Объединенной рабочей партии во главе с Эдисоном Джеймсом, несмотря на то, что Объединённая рабочая партия получила больше голосов. Лейбористы получили 10 из 21 места Палаты собраний, ОРП — 9 мест, а Доминикская партия свободы — 2 места. Явка избирателей составила 59,25 %.
Лейбористская партия сформировала правительство в коалиции с Партией свободы.

## Предвыборная кампания
Правящая Объединённая рабочая партия проводила кампанию, фокусируясь на своих экономических достижениях, в то время как Лейбористская партия сосредоточила внимание избирателей на обвинениях правительства в коррупции.

## Результаты
| Партия                         | Партия                           | Голоса | %    | Места | +/-   |
| ------------------------------ | -------------------------------- | ------ | ---- | ----- | ----- |
|                                | Объединённая рабочая партия      | 15 555 | 43,4 | 9     | -2    |
|                                | Доминикская лейбористская партия | 15 362 | 42,9 | 10    | +5    |
|                                | Доминикская партия свободы       | 4858   | 13,6 | 2     | -3    |
|                                | Независимые                      | 29     | 0,1  | 0     | новая |
| Недействительные/пустые бланки | Недействительные/пустые бланки   | 460    | -    | -     | -     |
| Всего                          | Всего                            | 36 264 | 100  | 21    | 0     |
| Источники: Nohlen              |                                  |        |      |       |       |